# Alovės apylinkės
Alovės apylinkės este o arie protejată (sit de importanță comunitară — SCI) din Lituania întinsă pe o suprafață de 439,77 ha, integral pe uscat.

## Localizare
Centrul sitului Alovės apylinkės este situat la coordonatele 54°20′28″N 24°14′01″E / 54.341°N 24.2335°E.

## Înființare
Situl Alovės apylinkės a fost declarat sit de importanță comunitară în decembrie 2020 pentru a proteja 1 specie de animale.

## Biodiversitate
Situată în ecoregiunea boreală, aria protejată conține 5 habitate naturale: Taiga vestică, Păduri caducifoliate de mlaștină fino-scandinave, Păduri de stejar sau de stejar și carpen sub-atlantice și medio-europene de Carpinion betuli, Mlaștini împădurite, Păduri aluvionare cu Alnus glutinosa și Fraxinus excelsior (Alno-Padion, Alnion incanae, Salicion albae).
La baza desemnării sitului se află o specie protejată de  nevertebrate: Osmoderma eremita.